# Красная команда
«Красная команда» (порт. Comando Vermelho) — бразильская ОПГ, основанная в 1969 году в тюрьме Кандиду-Мендис на острове Илья Гранде, Рио-де-Жанейро, сборищем обычных преступников и левых политических заключённых, бывших членами Красной фаланги — отряда, боровшегося с военной диктатурой в Бразилии. В 1990-х годах группировка занимала ведущие позиции в Рио-де-Жанейро. В настоящее время большинство её лидеров либо арестованы, либо погибли, что привело к ослаблению организации.
Красная команда все ещё управляет многими районами города и контролирует улицы, помеченные их граффити «CV», распространённом во многих фавелах Рио-де-Жанейро. Главными соперниками банды являются «Настоящий третий отряд» (порт. Terceiro Comando Puro) и «Друзья друзей» (порт. Amigos dos Amigos). В течение середины 1980-х некоторые члены Настоящего третьего отряда появились в ходе борьбы за власть среди лидеров Красной команды.
В конце июня 2007 полиция Рио-де-Жанейро начала крупномасштабный штурм района, где были убиты до 24 человек. По данным исследования Исследовательского центра по изучению насилия университета Рио-де-Жанейро в 2008 году группировка контролировала 38,8 % самых опасных районов города, по сравнению с 53 % в 2005 году.

## Красная команда иФанк
Команда всегда старается привлечь подрастающую бразильскую молодежь в свои ряды путем поддержки групп молодёжи в качестве добрых жестов от соседей, создания специальных молодёжных клубов по интересам и организации спортивных событий. Один из путей, которыми преступная организация в состоянии завладеть вниманием молодёжи — воздействие через популярный музыкальный стиль фанк — форму бразильской музыки, основанной на Майами-бейс. Благодаря популярности жанра у молодых бразильцев, группировка не испытывает недостатка в кадрах: они периодически организуют за свой счёт крупные фанк-вечеринки, на которых рекрутируют молодых ребят на торговлю наркотиками.
В дополнение к этим фанк-вечеринкам, где «наркотики и секс привлекают молодёжь даже среднего класса и детей буржуазии», проводящимися регулярно каждое воскресенье, фанк-музыканты также спонсируются Красной командой, чтобы они могли делать студийные записи песен и даже печатать свои компакт-диски с музыкой, в которой музыканты продвигают банду и восхваляют мёртвых членов банды. Поскольку Команда платит за производство и запись треков фанк-музыкантам, песни часто записаны отлично и с высоким качеством и играются на пиратских радиостанциях и продаются сотнями уличных продавцов в Рио-де-Жанейро и в Сан-Паулу. Таким образом музыканты в союзе с Красной командой иногда продают очень много дисков и имеют хитовую по местным меркам распространённость, несмотря на создание музыки, которая является «запрещённой», с точки зрения того, где она может продаваться и кто может играть её. В дополнение к продвижению преступной группировки, спонсируемый Командой музыкальный фанк-бизнес бросает своим творчеством вызов идеям и законам Отдела по борьбе с наркотиками порт. Divisão de Repressão a Entorpecentes.

## Красная команда в Новостях иСМИ
Росс Кемп снял документальный фильм о Красной команде. Фильм Город Бога (порт. Cidade de Deus) показывает становление Красной команды. DVD-релиз этого фильма содержит дополнительные документальные съёмки «News of a Private War», в которых берут интервью у полиции и местных детей из фавел (трущоб).